# Anunciación (Hans Memling)

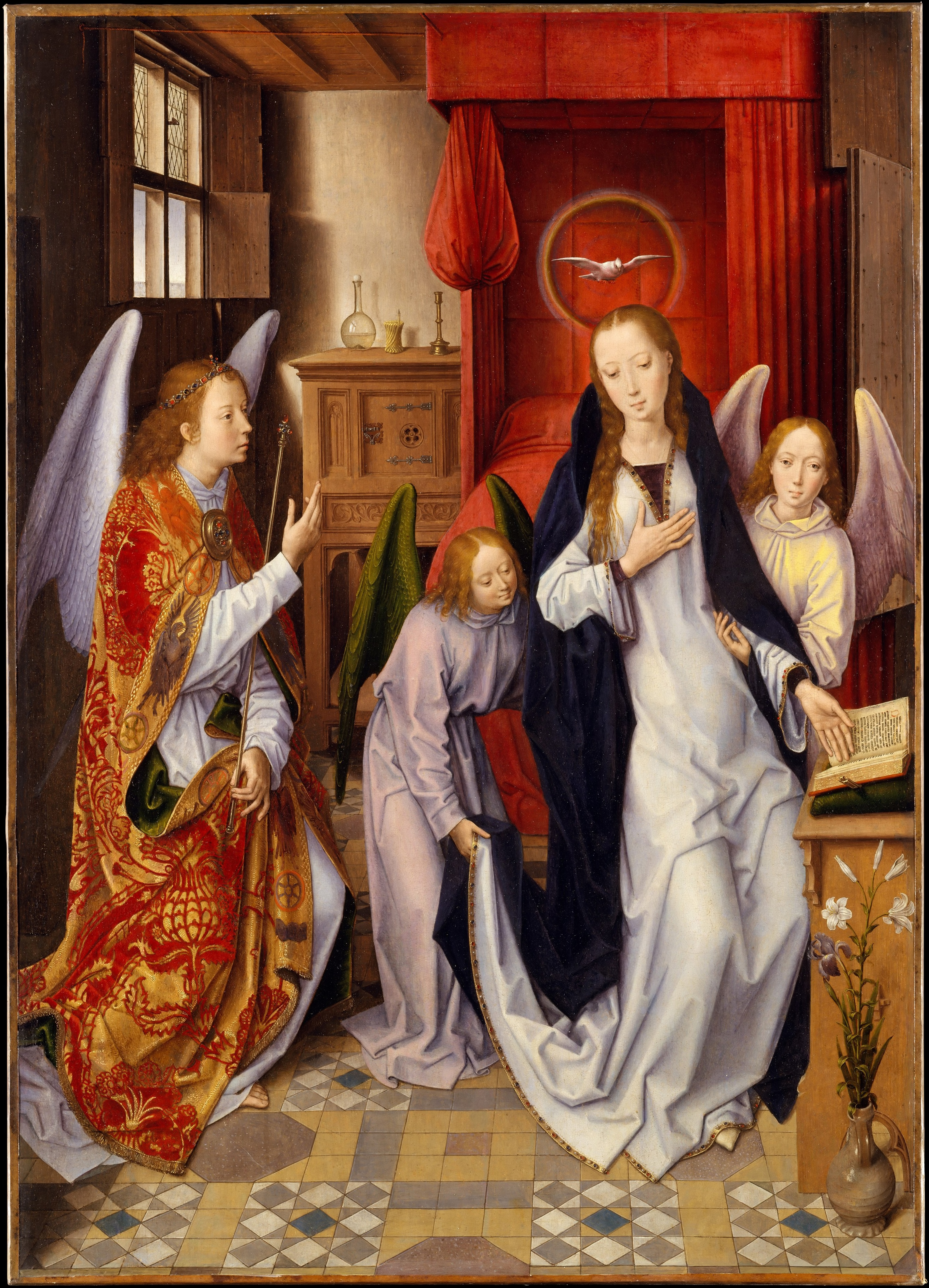
La Anunciación, 76.5 × 54.6 cm (30 1/8 × 21 1/2 en.), Hans Memling, c. década de 1480, Museo Metropolitano de Arte, Nueva York

La Anunciación es un óleo pintado sobre tabla de roble por el maestro primitivo flamenco Hans Memling. Completado c. 1482, fue parcialmente transferido a tela en los años 1920 y hoy se guarda en la colección Robert Lehman del Museo Metropolitano de Arte en Nueva York. La tabla muestra a la Virgen en un interior doméstico, dos ángeles asistentes, el arcángel Gabriel vestido con prendas eclesiásticas, y una paloma flotando representando el Espíritu Santo. Expande el concepto de la Anunciación pintada hacia 1455 en el Tríptico del altar de Santa Columba. Según la historiadora del arte Maryan Ainsworth, el trabajo es un "una imagen sorprendentemente original, rica en connotaciones para el espectador o adorador".
El foco de la iconografía se centra en la pureza de la Virgen. Su desmayo presagia la Crucifixión de Jesús, y la tabla enfatiza su función como madre, novia y Reina de los Cielos. El marco original sobrevivió hasta el siglo XIX y mostraba una fecha que se creyó sería 1482; historiadores del arte modernos sugirieron que el deteriorado dígito final sería un nueve, lo cual daría la fecha de 1489. En 1847 Gustav Friedrich Waagen lo describió como uno de los "trabajos más buenos y originales" de Memling. En 1902 fue exhibida en Brujas en la famosa Exposición de primitivos flamencos, después de la cual fue limpiada y restaurada. Philip Lehman la compró en 1920 a la familia Radziwiłł quienes pueden haberla poseído desde el siglo XVI; Antoni Radziwiłł la descubrió en una propiedad familiar a principios del siglo XIX. En ese momento había sido atravesada por una flecha y requería una restauración.

## Descripción

### Anunciación

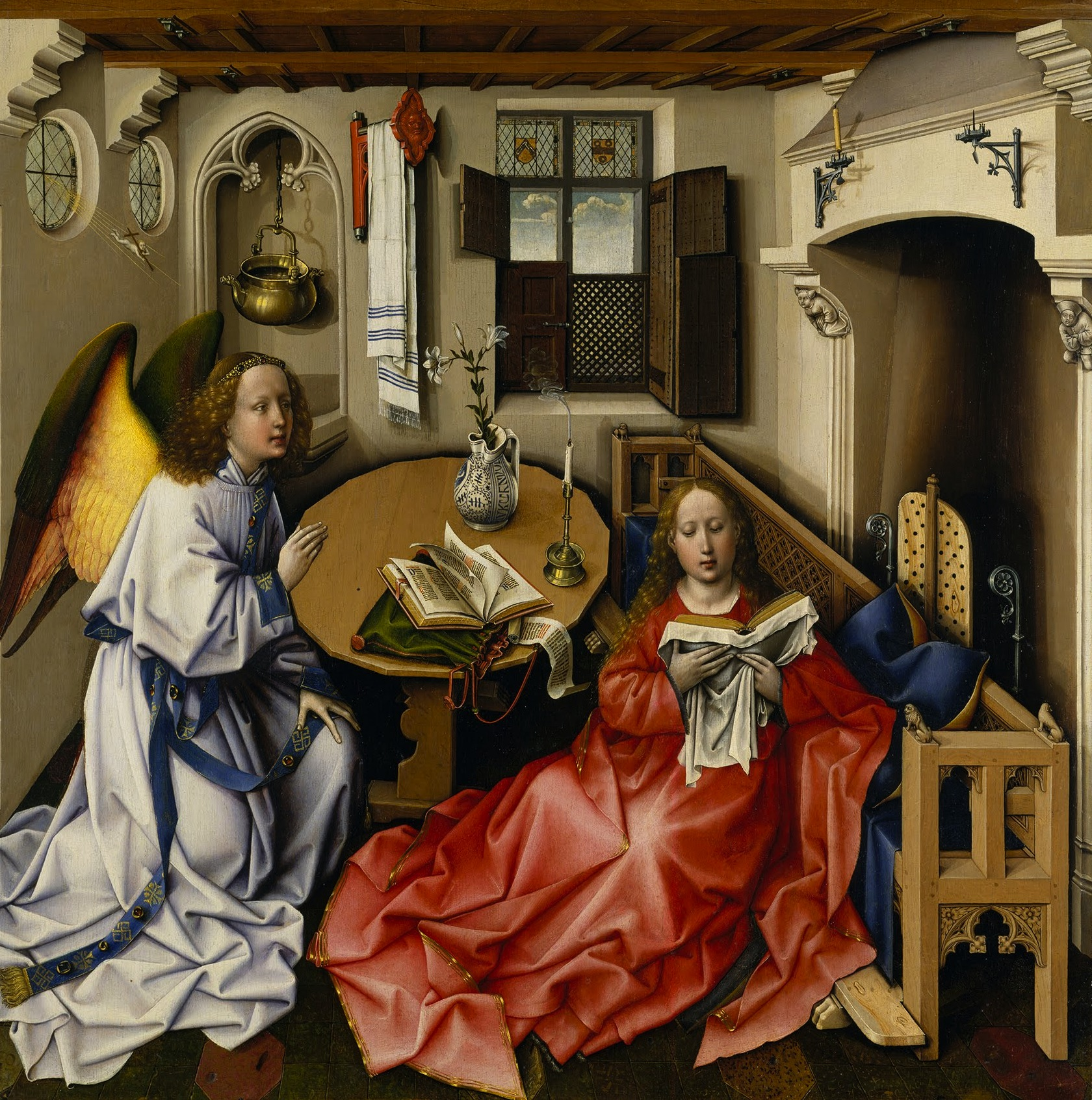
Robert Campin c. década de 1420 tabla de la Anunciación, (Retablo Mérode), The Cloisters, Nueva York, mostrando la iconografía convencional con chimenea, velas y un jarrón de lirios.

La Anunciación era un tema popular en el arte europeo medieval, María actúa como Theotokos, la portadora de Dios proclamada en 431 en el Concilio de Éfeso; dos décadas más tarde el Concilio de Calcedonia proclamó la doctrina de la Encarnación – que Cristo era de dos naturalezas (Dios y Hombre) – y su virginidad perpetua fue afirmada en el Concilio Laterano de 631. En el arte bizantino, las escenas de la Anunciación muestran a la Virgen entronizada y con vestidos de realeza. En siglos posteriores será mostrada en espacios cerrados: el templo, la iglesia, el jardín.

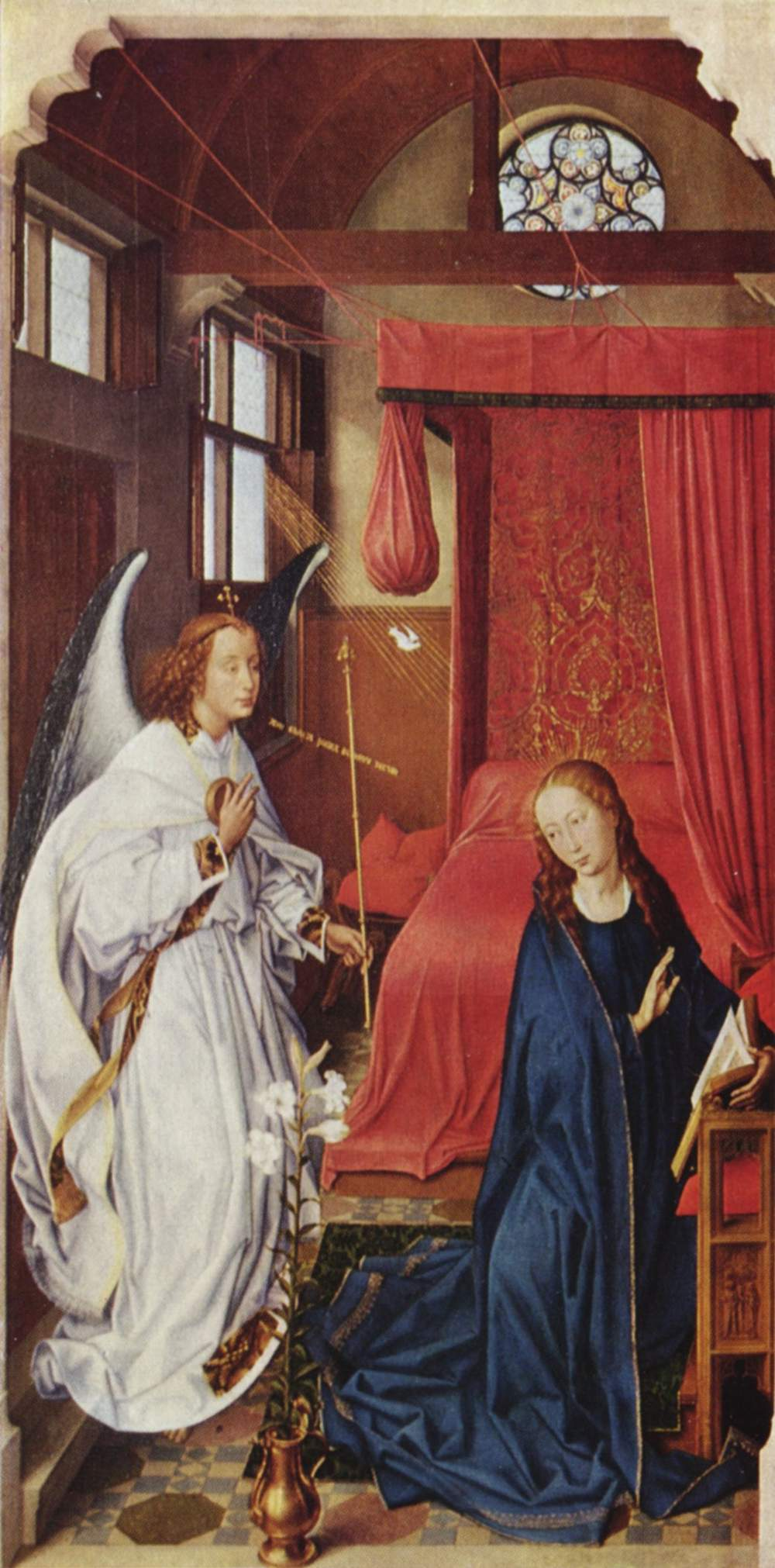
Tabla izquierda del Tríptico del altar de Santa Columba de Rogier van der Weyden, c. 1455, Alte Pinakothek, Múnich. Finos rayos de luz entran a través de la ventana abierta hacia la Virgen.

En el arte flamenco temprano la Anunciación se establece típicamente en interiores domésticos contemporáneos, un motivo y tradición establecido por Robert Campin, y seguido por Jan van Eyck y Rogier van der Weyden. Ni Campin ni van Eyck fueron tan lejos como para situar la escena en un dormitorio, a pesar de que el motivo aparece con van der Weyden en 1435 en su Anunciación del Louvre y en su Tríptico del altar de Santa Columba de 1455 la Virgen se arrodilla junto a la cama nupcial, pintada en rojo hecho con pigmentos costosos. La representación de Memling es casi idéntica a la de van der Weyden en este Retablo Columba.

### Figuras
El arcángel Gabriel aparece ante María para anunciarle que dará a luz al Hijo de Dios. Es mostrado de pie en tres cuartos, lleva una pequeña diadema enjoyada y vestido con prendas litúrgicas. Luce una rica capa pluvial brocada y bordada en rojo y oro, con un dibujo de serafines y ruedas, sobre las blancas alba y amito. Sujeta la capa con la mano izquierda, mientras alza la diestra hacia la Virgen. Dobla sus rodillas, honrándola y reconociéndola como Madre de Cristo y Reina de los Cielos, sus pies se entreven descalzos.
La Virgen aparece de frente; directamente detrás de ella la cama con cortinas rojas sirve como dispositivo para enmarcar, similar al tradicional dosel de honor o baldaquino. A diferencia de los predecesores de Memling cuyas Vírgenes están vestidas con túnicas muy enjoyadas y costosas, la sencilla túnica blanca bajo un manto azul tiene una mínima joya en el dobladillo y en el escote en pico. Una camisa interior púrpura asoma en su cuello y muñecas, indicando su estatus real. María no parece sorprendida ni temerosa del anuncio; según Blum la escena se representa con gran sentido del naturalismo y representa con éxito "la transformación de María de doncella a portadora de Dios."

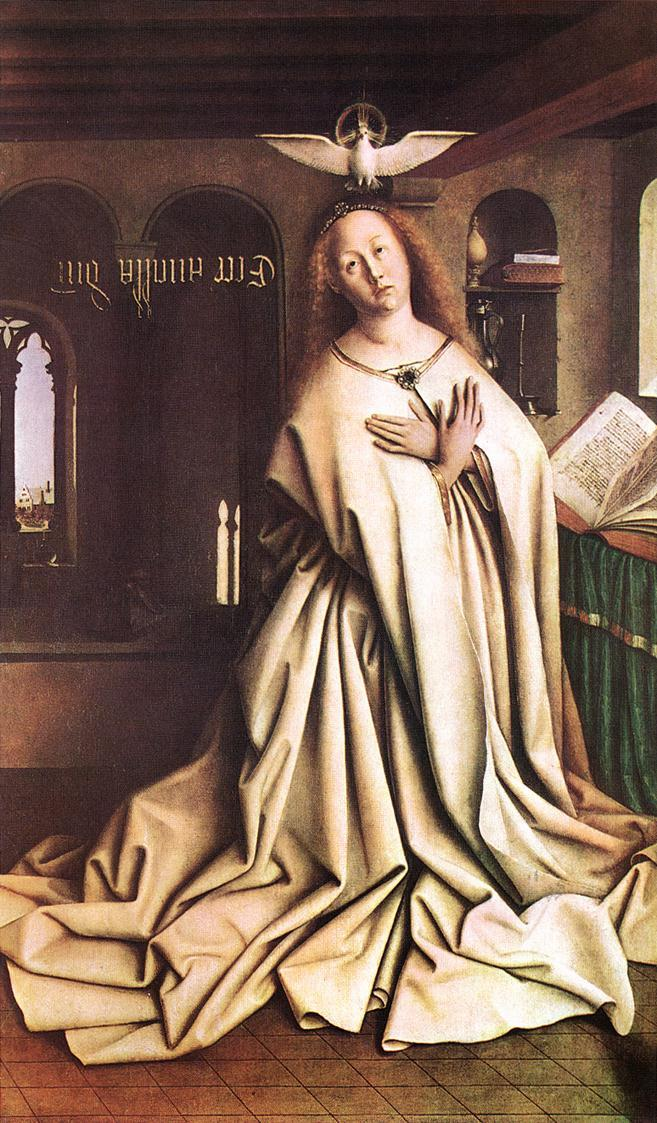
Jan van Eyck Anunciación, Políptico de Gante, 1432; tiene una inscripción que sale de la Virgen y la paloma del Espíritu Santo se cierne sobre ella.

La Virgen ocupa una posición innovadora e inusual. Parece como si se estuviera levantando o desmayando, como si hubiera perdido el equilibrio, una divergencia de su pose convencional sentada o arrodillada. Blum cree que "uno puede buscar en vano en otros paneles de la Anunciación flamencos del siglo XV una Virgen colocada como está aquí". La historiadora del arte Penny Jolly sugiere que la pintura muestra una posición de alumbramiento, un motivo con el que van der Weyden experimentó en el Tríptico de los Siete Sacramentos, donde el resultado del colapso de la Virgen produce una postura de parto, y en el Descendimiento de la Cruz, en que María Magdalena se curva y se agacha en una posición similar a la Magdalena de Memling en su Lamentación. La Virgen es flanqueada por dos ángeles que la asisten. El que está a la izquierda alza la túnica de la Virgen mientras el otro mira al espectador, "solicitando nuestra respuesta", según Ainsworth. Ambos son pequeños, solemnes, y según Blum, en un estado de ánimo "comparable al de Gabriel." Aparte la presencia de los ángeles, Memling muestra un típico interior flamenco burgués del siglo XV.

### Objetos
La paloma del  Espíritu Santo se cierne sobre la cabeza de la Virgen, dentro de una aureola irisada. Su colocación y tamaño es inusual en el arte de la época. Es diferente a todo lo encontrado en van der Weyden, y nunca volverá a repetirse en las obras de Memling, pero muestra reminiscencias de la paloma pintada por van Eyck en la tabla de la Anunciación de su Políptico de Gante. Su forma es similar a los medallones que en la época se colgaban encima de las camas, y por tanto mantiene la armonía con el interior doméstico.
La mano izquierda de María descansa sobre un libro de oraciones abierto, el cual permanece sobre un reclinatorio, con la letra "D" visible – quizás para Deus tecum ("el Señor esté contigo"), según Ainsworth. Blum especula que sea el pasaje de Isaías 7:14, "He aquí una Virgen que concebirá y dará a luz un hijo." Un jarrón con lirios blancos y un solo iris azul está al lado en el suelo.
Un saco de cortina, usual en las camas de la época, cuelga en el eje central entre Gabriel y el ángel asistente. Un aparador junto a la cama contiene dos útiles para velas y un frasco de vidrio con agua que refleja la luz entrando desde la ventana a la izquierda. El piso es de azulejos multicolores, similar al de van der Weyden en el retablo Columba.

## Iconografía
La iconografía no es demasiado elaborada, y Memling evita simbolismos extraños. Muchos elementos enfatizan la función de María como Madre de Dios; el cuarto está amueblado con objetos cotidianos sencillos que indican su pureza. El jarrón con lirios y los elementos sobre el aparador son objetos que los espectadores del siglo XV asociaban con ella. Los lirios blancos eran a menudo utilizados para simbolizar su pureza, mientras los irises o lirios de espada se empleaban como metáforas de su sufrimiento. Memling enfatiza los símbolos asociados con su matriz y virginidad, "introduce dos ángeles sacerdotes adicionales, e inunda la habitación con luz natural, reorganizando lo anecdótico para enfatizar el significado doctrinal." Charles Sterling describe el trabajo como "uno de los mejores ejemplos de la capacidad de Memling para tomar una convención pictórica heredada de sus predecesores e insuflarle mayor emoción y complejidad narrativa."

### Luz

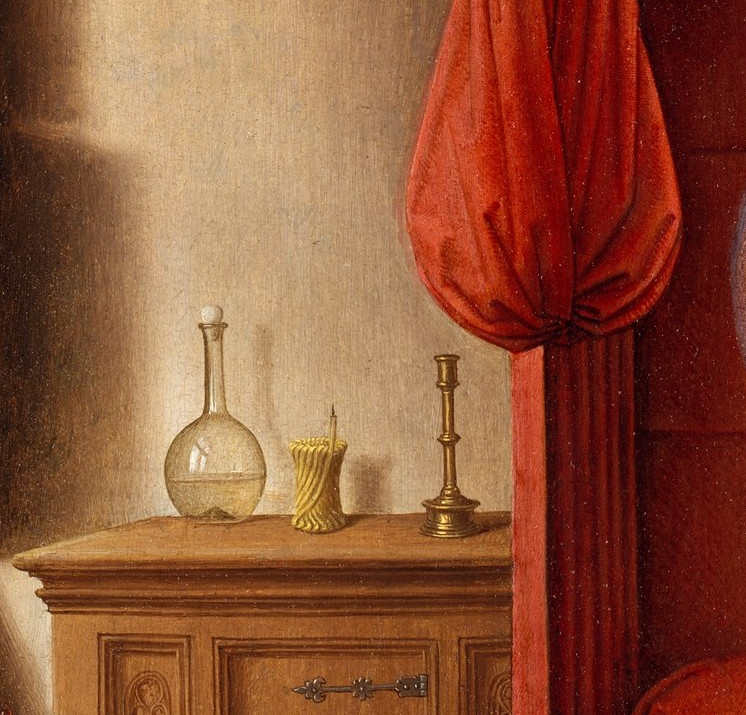
Los objetos sobre el aparador, un frasco de agua clara, un paquete de mechas, un candelero, y el saco para las cortinas

Desde el siglo IX la Luz se asociaba a María y la Encarnación. Millard Meiss señala que, a partir del siglo XII, una manera común de transmitir la concepción virginal era comparar la luz que pasa a través de un vidrio con el paso del Espíritu Santo a través del cuerpo de la Virgen. Bernardo de Claraval lo comparó con la luz solar en este pasaje: "Así como la luz del sol llena y penetra una ventana de vidrio sin dañarlo, y perfora su forma sólida con sutileza imperceptible, ni lastima cuando entra ni destruye cuando emerge; así la palabra de Dios, el esplendor del Padre, entró en la cámara virgen y luego salió de la matriz cerrada."
Tres objetos sobre el aparador representan la pureza de la Virgen: el frasco de agua, el candelero, y el paquete de mechas. La luz a través del frasco de vidrio simboliza su carne, atravesada por la luz divina, el agua clara y diáfana representa su pureza en el momento de la concepción, un recurso habitual en las pinturas anteriores y contemporáneas como metáfora de la santidad de la Virgen. El frasco refleja los listones de la ventana como una cruz, un símbolo de la Crucifixión, otro pequeño detalle en que Memling, y otros, "pone una forma simbólica traslúcida en otra".

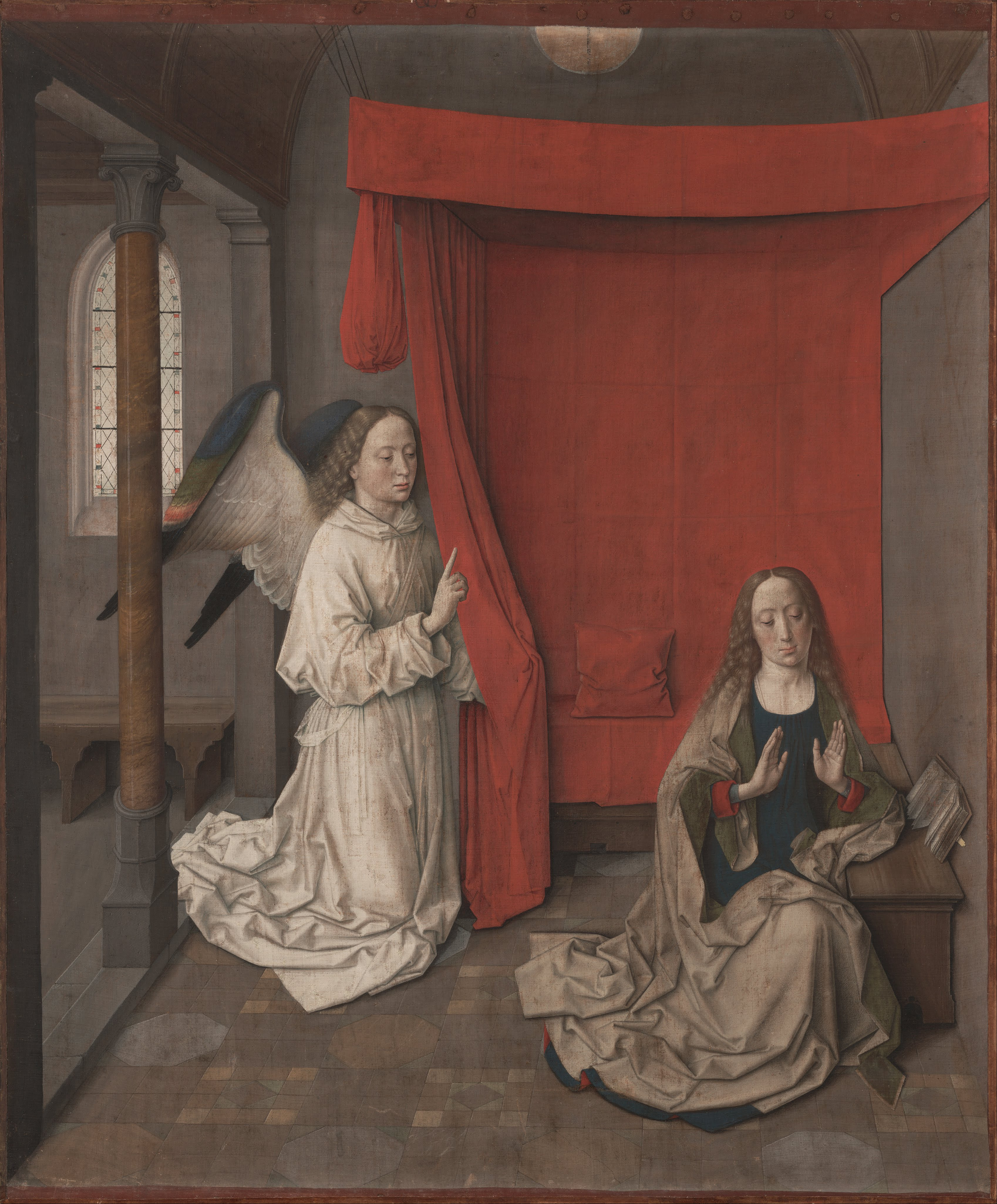
Dieric Bouts' Anunciación, años 1450, Getty Center, Los Ángeles, omite los rayos finos de luz.

La luz representada por las velas era entonces a menudo utilizada para simbolizar a la Virgen y a Cristo; tanto Campin como van Eyck colocaron velas, lámparas, candeleros o chimeneas en sus escenas de anunciación. El candelero sin vela y las mechas sin llama simbolizan el mundo antes de la natividad de Cristo y la presencia de su luz divina, según Ainsworth.
El gran reto para los pintores de la Anunciación era cómo representar visualmente la Encarnación, la Palabra hecha carne, o Logos. A menudo mostraron rayos finos emanando de Gabriel o de una ventana cercana introduciéndose en el cuerpo de María para describir el concepto de Cristo "que pasa a través de su cuerpo para habitarlo". Los rayos finos a veces podían incluir una inscripción, y en alguna ocasión se los mostraba entrando en su oreja, en la creencia de que así se había hecho carne el Verbo.
Memling no describió la luz como rayos, ni tampoco los incluyó Dieric Bouts en su Anunciación del Getty. Aun así la habitación es brillante, llena de sol, un fenestra incarnationis, lo cual habría sido un símbolo adecuado para el espectador contemporáneo. A mediados del siglo XV la Virgen es representada en una habitación o cuarto cerca de una ventana abierta para permitir el paso de la luz. La habitación de Memling, con su ventana a través de la que fluye la luz, es el "signo más decoroso de la castidad de María", según Blum. No hay rollos escritos o banderolas para plasmar la aceptación de la Virgen, sin embargo su consentimiento es obvio a través de su pose, la cual parece, según Sterling, tanto sumisa como activa.

### Madre de Cristo

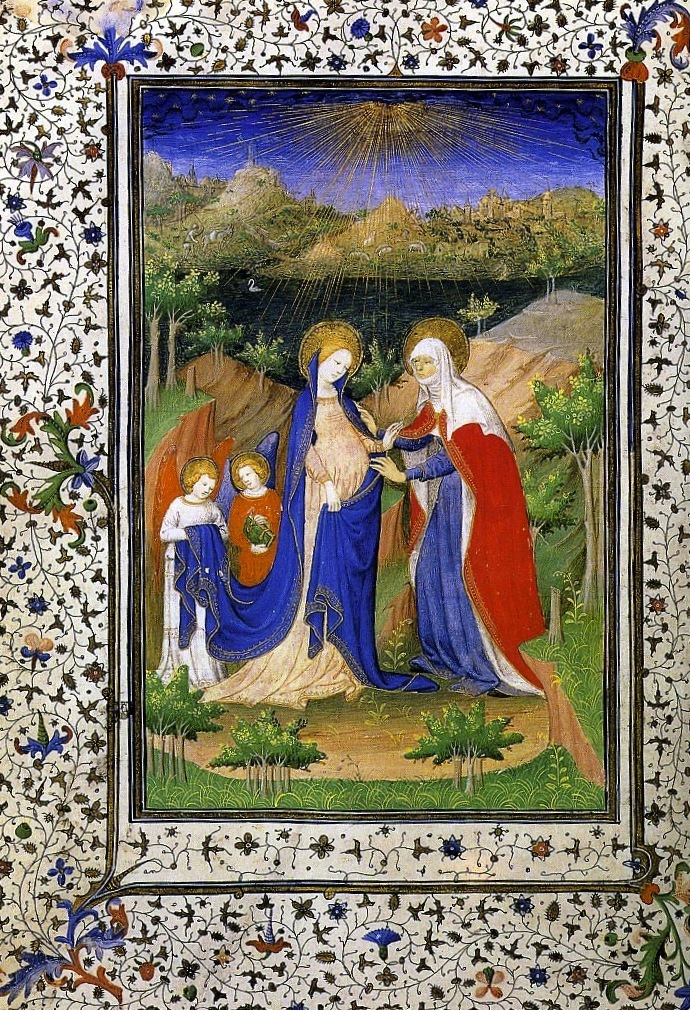
La Visitación del Maestro de Boucicaut (hacia 1405) es un raro ejemplo de María con ángeles asistentes que sostienen sus ropas.

El embarazo de la Virgen está indicado por la cama roja y el saco para las cortinas en similar tono. A principios del siglo XV los sacos para recoger las cortinas que colgaban sobre las camas se convirtieron en símbolos de la Encarnación, y "sirvieron para afirmar la humanidad [de Cristo]". Blum señala que en un tiempo en el que "los artistas no dudaron en describir el pecho de la Virgen, Memling no rehuyó su matriz". La humanidad de Cristo era fuente de fascinación, y solo el arte flamenco encontró una solución para visualizar su estado embrionario mediante los sacos para recoger las cortinas de los lechos, al sugerir su forma la de una matriz.
El cuerpo de María se convierte en tabernáculo que sostiene la Hostia hecha carne. Se convierte en objeto de devoción, una "custodia que guarda la Hostia". Su vientre abultado y la presencia de la paloma indican que el momento de la Encarnación ha ocurrido. Los espectadores habrían además recordado la Crucifixión y Lamentación con su desmayo, "anticipando el sacrificio de Cristo para la salvación de la humanidad en el momento de su concepción." Según los teólogos, María se mantuvo digna durante la Crucifixión de Jesús, pero en el arte del siglo XV se la describe desmayada, según Jolly, "en agonía al ver a su hijo moribundo … asumiendo la postura de una madre en medio del dolor del parto". En la cruz ella sintió el dolor de su muerte; dolor que en su nacimiento ella no había experimentado.

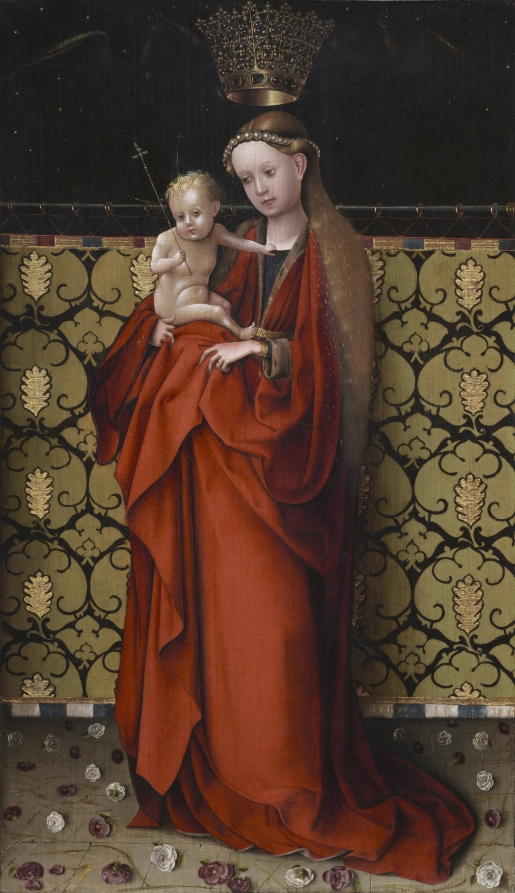
Stefan Lochner, La Virgen coronada por ángeles, hacia 1450, Museo de Arte de Cleveland, describe a la Virgen como Reina de los Cielos con dos ángeles asistentes apenas visibles que se ciernen sobre su corona.

El ambiente doméstico de la pintura contrasta con su significado litúrgico. La paloma es un recordatorio de la Eucaristía y la Misa. Lotte Brand Philip observa que durante el siglo XV "vasos eucarísticos con forma de paloma eran suspendidos sobre los altares … siendo bajados en el momento de la transubstanciación"; aquí sugiere que de la misma manera que el Espíritu Santo da vida al pan y el vino, da vida al vientre de la Virgen. Lleva el Cuerpo y la Sangre de Cristo, y es asistida por tres ángeles sacerdotales. La función de María es portar "al Salvador del Mundo"; el papel de los ángeles es "apoyar, presentar y proteger al ser sagrado". Con el nacimiento de Cristo su "matriz milagrosa pasó su prueba final" para convertirse en objeto de veneración.

### Novia de Cristo
Memling presenta a la Virgen como la Novia de Cristo a punto de asumir su función como Reina del Cielo, con ángeles asistentes que indican su estatus real. Este tipo de ángeles se muestran normalmente flotando sobre la Virgen, sujetando su corona, y algunos pintores alemanes les mostraron cercanos en escenas de Anunciación, pero los ángeles raramente se aproximan o tocan a la Virgen. Sólo una versión anterior de tales ángeles asistentes ha sido encontrada: en el manuscrito iluminado del Maestro Boucicaut a principios del siglo XV, en la escena de la "Visitación", el largo manto de la Virgen embarazada es sostenido por ángeles, sobre los que Blum señala que "su apariencia de reina seguramente conmemora el momento en que María es nombrada por primera vez Theotokos, Madre del Señor." Memling a menudo mostró pares de ángeles vestidos con vestimentas eclesiásticas atendiendo a la Virgen, pero estos dos, vestidos con sencillos amices y albas, nunca volvieron a repetirse en su arte. Su función dual es "presentar la ofrenda eucarística y anunciar a la Virgen como novia y reina".

## Estilo e influencia

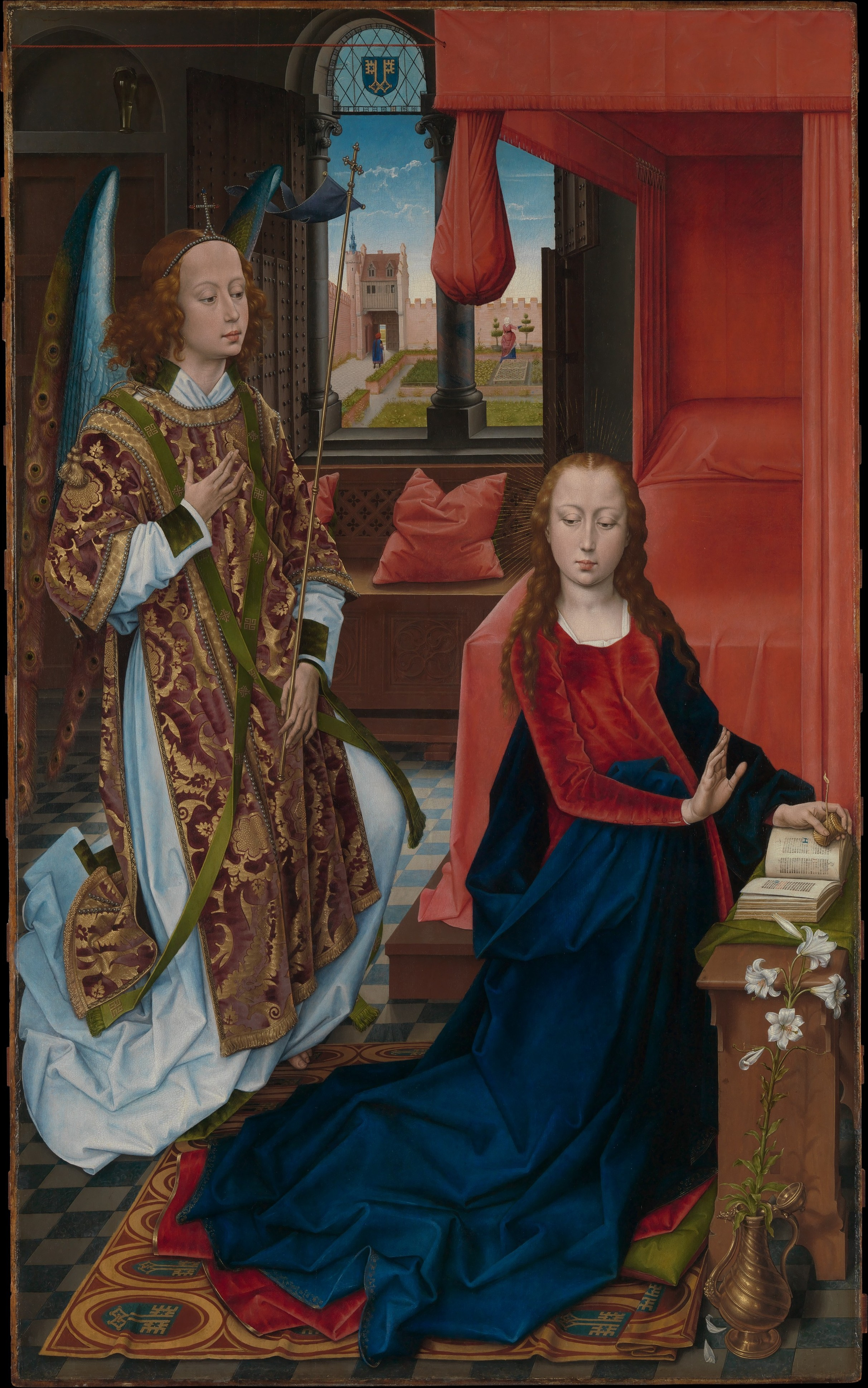
Anunciación Clugny 1465–75, taller de Rogier van der Weyden o de Hans Memling, Museo Metropolitano de Arte, Nueva York

La Anunciación se inspira fuertemente en la tabla de van der Weyden de los años 1430 con una Anunciación en el Louvre, su retablo de Santo Columba de hacia 1455, y la Anunciación Clugny (c. 1465–75), encargada por Ferry de Clugny y atribuida al taller de van der Weyden o de Memling. Memling muy probablemente fue discípulo de van der Weyden en Bruselas hasta que instaló su propio taller en Brujas en algún momento después de 1465. La Anunciación de Memling es más innovadora, con motivos como los ángeles asistentes que están ausentes en las pinturas más tempranas. Según Till-Holger Borchert, Memling no solo estaba familiarizado con los motivos y composiciones de van der Weyden, sino que podría haber ayudado con el dibujo en el taller de van der Weyden. Las contraventanas a la derecha son copias de las de la tabla del Louvre, y la cortina recogida aparece en la anunciación del tríptico Columba.
Se transmite sensación de movimiento. Los bordes de la capa de Gabriel caen fuera del espacio pictórico, indicando su llegada. La pose "serpentina" de la Virgen, con ángeles sosteniéndola, añade fluidez. El uso del color por parte de Memling logra un efecto sorprendente. Los tradicionales rayos finos son sustituidos por luminosidad en los colores; la reflejan la ropa blanca, el azul "helado", el ángel a la derecha parece blanqueado por la luz, el ángel izquierdo aparece empapado en sombra, vestido con ropa lavanda y alas de un verde profundo. El efecto es iridiscente, según Blum, quién escribe, "esta superficie brillante da [a las figuras] una cualidad sobrenatural, separándolas todavía más del mundo terrenal de la habitación." El efecto se desvía del naturalismo puro y del habitual realismo del arte flamenco temprano, causando una "sorprendente" yuxtaposición, un efecto "inestable" y contradictorio.

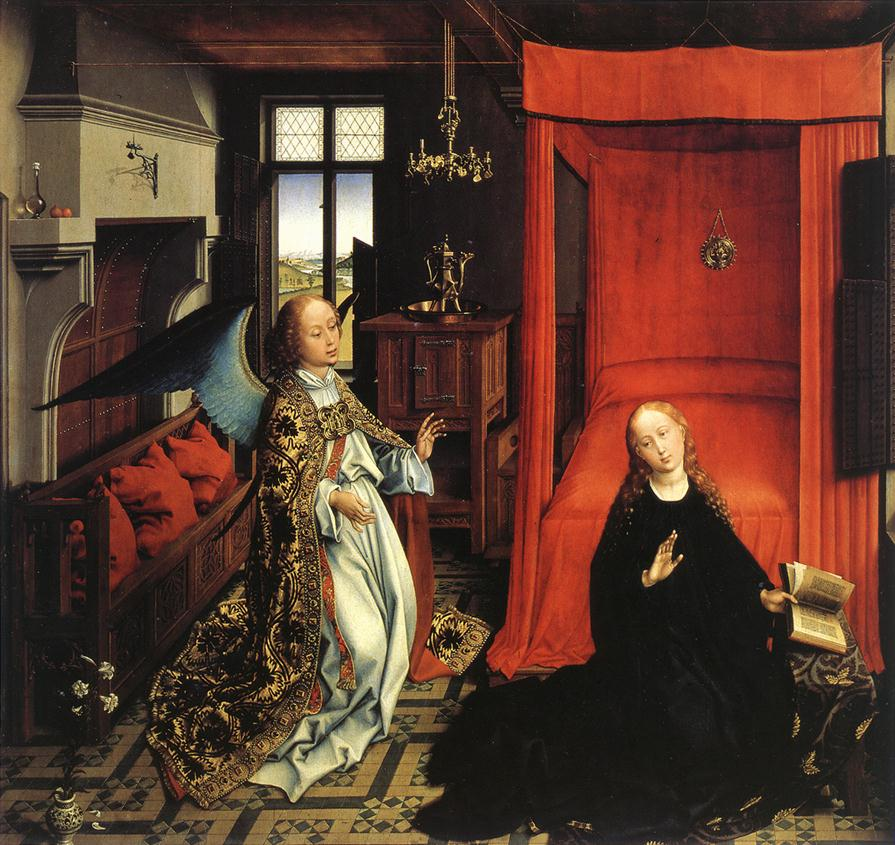
Tabla central, Tríptico de la Anunciación, Rogier van der Weyden, años 1430, Museo del Louvre, París

Los académicos no han establecido si la tabla era un único trabajo devocional, o parte de un más grande, y luego separado, políptico. Según Ainsworth, su medida y "la naturaleza sacramental de su tema habría sido apropiada para una capilla familiar en una iglesia o monasterio o para la capilla de una corporación gremial." Un marco intacto, inscrito es inusual para un tabla lateral, indicando que probablemente fuera una pieza sola, pero los académicos están inseguros porque el eje de los azulejos de izquierda a derecha tiende a sugerir que podría haber sido el ala izquierda de una pieza más grande. No hay ninguna información sobre el revés de la tabla, el cual no ha sobrevivido.
El análisis técnico muestra un extenso boceto debajo, típico de Memling. Fue pintado a carboncillo excepto la paloma, el frasco y las velas en el aparador. Retoques finales incluyeron la ampliación de las mangas de la Virgen y el reposicionamiento del báculo de Gabriel. Fueron hechas incisiones para indicar los azulejos del piso y la posición de la paloma.
La única persona en cuestionar la autoría de Memling dada por Gustav Friedrich Waagen en 1847 fue W. H. J. Weale, quien en 1903 declaró que Memling "nunca hubiera soñado con introducir en la representación de este misterio a estos dos ángeles sentimentales y afectados."

## Procedencia y condición
La procedencia conocida de la pintura empieza en la década de 1830 cuando estaba en posesión de la familia Radziwiłł. Según el historiador del arte Sulpiz Boisserée, quién vio la pintura en 1832, Antoni Radziwiłł encontró la pintura en una casa de campo de su padre. Waagen especula que pudo haber pertenecido a Mikolai Radziwill (1549–1616) quién podría haberla heredado de su hermano Jerzy Radziwill, (1556–1600), que era cardenal. La familia la mantuvo hasta que en 1920 la princesa Radziwill la vendió a los hermanos Duveen en París. Philip Lehman la compró en octubre de 1920; se conserva en la colección Robert Lehman en el Museo Metropolitano de Arte, en Nueva York.
Está en general en buena condición. Memling pintó sobre dos paneles de aproximadamente 28 cm cada uno. El marco datado e inscrito, probablemente el original, fue descartado en 1830. Ha habido tres restauraciones documentadas. La pintura había sido atravesada por una flecha cuando Anton Radziwill la encontró; ordenó restaurarla y repararla. Entonces el manto de la Virgen y los tonos de la carne sufrieron abundantes repintes. El marco original se descartó, pero su inscripción fue añadida al nuevo marco. Una descripción del marco original sugiere que llevaba un escudo de armas, quizás perteneciente a Jerzy Radziwill. La segunda restauración fue poco después de su exposición en Brujas en 1902; y la tercera cuando Lehman la restauró y transfirió a tela en algún momento después de 1928. La pintura sobrevivió a la transferencia sin daños significativos. Una fotografía de finales del siglo XIX muestra madera encima de los cuatro lados pintados, lo que sugiere que los bordes pueden haber sido extendidos durante la transferencia. Las zonas que sufrieron pérdida de pintura y más repintes son el tocado de Gabriel y el jarrón con flores.
Cuando Boisserée vio la pintura, anotó la fecha de la inscripción como 1480. El último dígito estaba muy borroso y difícil de leer y se había vuelto ilegible por 1899. Waagen sugirió que la fecha podría haber sido 1482, el historiador del arte Dirk de Vos sugirió 1489. El estilo de Memling no se presta para asignar fechas, lo que dificulta la determinación. Según Stirling, una fecha más temprana es fácilmente aceptada, especialmente debido a las semejanzas estilísticas con el Retablo de San Juan de Memling de 1479, mientras que Ainsworth se inclina por la fecha más tardía como más acorde con el estilo maduro de finales de los 1480.